# Pont François-Mitterrand de Mâcon
Pour les articles homonymes, voir Pont François-Mitterrand.
Le pont François-Mitterrand est un ouvrage d'art enjambant la Saône reliant  les départements de Saône-et-Loire et l'Ain, entre la ville de Mâcon et Grièges dans l'Ain. 
Il fut inauguré le 12 septembre 2009.

## Présentation
Long de 252 m et large de 14 m, il est dimensionné pour permettre à 10 000 véhicules de traverser la Saône chaque jour soulageant ainsi le pont Saint-Laurent.
Le pont a coûté 13 millions d'euros, et a été financé à parts égales par le conseil général de Saône-et-Loire et par le conseil général de l'Ain.

### Polémique autour du nom du pont
Une polémique a entouré le fait de donner le nom de l'ancien président français François Mitterrand au pont : en effet, Arnaud Montebourg, alors président du conseil général de Saône-et-Loire avait été accusé par ses détracteurs d'avoir été seul décisionnaire dans ce choix.